# Hydroptila lingigi
Hydroptila lingigi är en nattsländeart som beskrevs av Wolfram Mey 1998. Hydroptila lingigi ingår i släktet Hydroptila och familjen smånattsländor. Inga underarter finns listade i Catalogue of Life.